# Santa Maria delle Grazie al Trionfale
Santa Maria delle Grazie al Trionfale är en kyrkobyggnad och titelkyrka i Rom, helgad åt Jungfru Maria. Kyrkan är belägen vid Piazza di Santa Maria delle Grazie i Quartiere Trionfale och tillhör församlingen Santa Maria delle Grazie al Trionfale.

## Historia
Kyrkan uppfördes efter ritningar av arkitekten Tullio Rossi och konsekrerades år 1941. I absiden finns ikonen Madonna delle Grazie.

## Titelkyrka
Kyrkan stiftades som titelkyrka med titeln Santa Maria delle Grazie a Via Trionfale av påve Johannes Paulus II år 1985.
Kardinalpräster
- Silvano Piovanelli: 1985–2016
- Joseph William Tobin: 2016–

## Kommunikationer
- Tunnelbanestation – Roms tunnelbana, linje  Cipro